# Варсонофьевский переулок
Варсоно́фьевский переулок (до XVIII века Вознесенский переулок) — переулок в Центральном административном округе города Москвы. Проходит от Рождественки до Большой Лубянки. Нумерация домов ведётся от Рождественки.

## Происхождение названия
Варсонофьевский переулок получил своё название по Варсонофьевскому женскому монастырю, известному с XVI века и упразднённому в 1765 году.

## История
До XVIII века переулок уже существовал и носил название Вознесенский по церкви Вознесения, стоявшей здесь когда-то. С развитием и ростом в XVIII веке стоявшего в переулке женского Варсонофьевского монастыря стал называться Варсонофьевским. При монастыре было кладбище, куда свозили для погребения нищих и погибших насильственной смертью. Быть погребённым здесь считалось у москвичей большим позором, поэтому в Смутное время Лжедмитрий I приказал захоронить здесь тела Бориса Годунова и его семьи. Впоследствии они были перезахоронены в Троице-Сергиевой лавре. В 1765 году монастырь был упразднён, а его собор стал обычной приходской церковью Вознесения.
В конце XIX века переулок был застроен доходными домами, многие из которых сохранились до нашего времени. В 1931 году снесена церковь Вознесения.

## Примечательные здания и сооружения
По нечётной стороне:
- № 1, стр. 1Б, 1В — Городская усадьба Я. А. Маслова — А. П. Оболенского — Доходное владение А. К. Беккерса — А. Н. Прибылова (до 1767; 1860—1870-е; 1875—1876, архитектор А. И. Вивьен; 1905, арх. Ю. И. Чаговец; 1907; 1970-е)[1]
- № 3, стр. 1 — Доходный дом М. Г. Поповой (1878, архитектор А. С. Каминский; надстроен в 1930-х гг.), ценный градоформирующий объект[1]. В доме жила актриса А. И. Шуберт-Яновская[2].
- № 5 — на этом месте располагался монастырь, давший имя переулку. От монастыря в наше время ничего не осталось. Церковь Вознесения, бывшая некогда монастырским собором, была снесена в 1931 году, а на её месте в начале 1930-х годов построено здание поликлиники Наркомата внутренних дел[3], в котором сейчас находится Поликлиника № 1 ФСБ РФ.
- № 7 — памятник архитектуры XVIII века, палаты князя М. В. Голицына. В 1760 году перешли к генералу М. Л. Измайлову. В 1874 году по проекту архитектора П. П. Скоморошенко палаты были надстроены двумя этажами, окружавший их сад был вырублен, а на его месте построены ещё два жилых корпуса. В годы сталинских репрессий в этом доме на углу Большой Лубянки и Варсонофьевского переулка размещались особые службы ВЧК. По ночам грузовичками вывозили из дома трупы «врагов народа», а по утрам дворники из шлангов смывали кровь с мостовых. В конце 1930-х людей вывозили на расстрел уже во двор. Сейчас в этом здании располагается Центральная аптека ФСБ РФ.
- № 9 — жилой дом (?; перестроен в 1860 году архитекторами А. Д. Никольским, И. Н. Дьячковым и Н. И. Козловским).
- № 11 — когда-то в здании располагалась бывшая лаборатория по изготовлению ядов для МГБ СССР под руководством Григория Майрановского.

По чётной стороне:
- № 2/10, стр. 1 — Городская усадьба Я. И. Чекойского — М. С. Калмыкова — Доходное владение В. С. Мышецкого (1821, до 1844, 1884, архитектор М. А. Арсеньев), ценный градоформирующий объект[1].
- № 4 — Доходный дом А. Е. Альберт, построенный в 1900 году архитектором Н. П. Матвеевым, надстроен в 1908 году гражданским инженером В. Е. Дубовским[1]. В начале XX века здесь жила балерина Е. В. Гельцер.С 1918 по 1970 гг. здесь жила известный педагог и общественный деятель А. В. Скрябина с мужем, народным учителем М. А. Пышкало и семьёй.
- № 6 — Доходный дом князя В. С. Оболенского-Нелединского — Е. П. Кудрявцевой построен в 1896—1897 годах по проекту архитектора Л. Н. Кекушева[4]. В 1898—1899 году здесь жил композитор А. Н. Скрябин. В 2000-е годы дом полностью перестроен с частичным сохранением фасада[5].
- № 8, стр. 1—4 — Доходный дом А. Г. Гагарина (1892, архитектор Н. Г. Фалеев), ценный градоформирующий объект[1]. В доме жил артист эстрады Владимир Яхонтов[6].
- № 10—12/7—9 — Административное здание КГБ СССР (1970-е), сейчас — ФСБ РФ[1].

## Транспорт
Недалеко от переулка располагается выход станции метро Кузнецкий Мост. Общественный транспорт по переулку не ходит. Движение автомобилей по переулку одностороннее, в направлении от Большой Лубянки к Рождественке.

## Упоминания в художественной литературе
- В романе И. Ильфа и Е. Петрова «Двенадцать стульев» Варсонофьевский переулок упомянут как место жительства Эллочки-людоедки.
- Варсонофьевский переулок упоминается в книге Б. Акунина «Шпионский роман» как местонахождение некой «Спецлаборатории».
- Здесь жила в детстве у бабушки Марина, главная героиня «Тридцатой любви Марины» Владимира Сорокина
- в романе «Кремулятор» Саши Филипенко, как о переулке где проходили расстрелы арестованных в годы большого террора СССР